# Erica Campbell
Erica Rose Campbell (ur. 12 maja 1981 w Deerfield) – amerykańska modelka i aktorka pornograficzna. 

## Życiorys
Urodziła się w Deerfield w stanie New Hampshire. W 2002 roku, mając dwadzieścia jeden lat, rozpoczęła karierę filmową, biorąc udział w scenach erotycznych. W 2003 roku Campbell była zwycięzcą Mystique Magazine Model Safari. Została także wyróżniona na wielu światowych serwisach internetowych i jako modelka na Danni's HotBox. 
W 2005 w specjalnej edycji magazynu „Playboy” zdobyła tytuł modelki roku. W pierwszym tygodniu czerwca 2006 roku Erica otrzymała tytuł „Playboy.com's Cyber Girl of the Week” i w październiku 2006 roku była dziewczyną miesiąca, a w kwietniu 2007 została ulubienicą miesiąca magazynu „Penthouse”.
11 maja 2008 roku poinformowała na swojej stronie internetowej, która już nie istnieje, że odchodzi z branży rozrywki dla dorosłych i nawróciła się na chrześcijaństwo.
Erica zajmowała się też rehabilitacją zwierząt i ratowaniem farmy w jej rodzinnym stanie New Hampshire.